# Vidal de Qislad Cresques
Vidal de Qislad Cresques, o potser d'Escallar o del Catllar, vila prop de Tarragona, va néixer a principi del segle xiv, i l'any 1329 va traduir en llengua hebrea, i va intitular «Hannahagah Hab eriuth» (règim de la sanitat), el llibre o suma de medicina que va compondre en la llengua llatina Arnau de Vilanova. D'aquesta versió llatina hi ha un exemplar manuscrit a la biblioteca Vaticana, segons refereix Giulio Bartolocci a la Bibliotheca Magna Rabbinica, qui així mateix dona raó que el Rabí Cresques va escriure algunes cartes que hi ha manuscrits en aquesta biblioteca Vaticana, entre les de Harramban. Aquesta família dels Cresques va ser molt coneguda per causa dels savis rabins que en va haver a la societat de Barcelona i també a la de Saragossa, com fa veure l'esmentat Bartolocci tractant sobre Hasdai Cresques. Afermat Latasa en això només, el col·locà entre els escriptors d'Aragó, per haver demanat néixer a aquest regne, i a la seva capital, ja que en aquesta ciutat va ser molt coneguda la seva família i no hi ha proves en contra. Però, segons escriu Torres i Amat, el mateix cognom català de Vidal afavoreix més a Catalunya que, a Aragó en cas de dubte. De l'esmentada família va ser segons sembla el rabí anomenat Cresques Descolar. A Girona i Besalú pels anys de 1270 i 71 eren coneguts els jueus Icach Cresques, i Cresques den Carch. D'aquesta versió hebrea es conserva un altre exemplar en un còdex manuscrit. Escrit en paper amb caràcters rabínics a principis del segle xv a la reial biblioteca del monestir de San Lorenzo del Escorial.